# Edward Gierek
Edward Gierek GColIH foi um líder comunista polaco.
Homem mais jovem e dinâmico do que o seu antecessor e ateu, Edward Gierek tornou-se Primeiro Secretário do Partido Operário Unificado Polaco (Polska Zjednoczona Partia Robotnicza) em Dezembro de 1970, sucedendo a Władysław Gomułka.
Apresentou um novo plano de reforma administrativa em 1975, o qual tornou a cidade de Kalisz a sede da voivodia de Kalisz.
Comprou a licença de produção da Polski Fiat 126p, pretendendo ganhar popularidade com um aumento do consumo, após os tempos austeros do seu antecessor. Embora persistisse a perseguição contra a oposição aos comunistas, canalizando a crise interna do campo socialista, o regime de Edward Gierek tornou-se temporariamente mais liberal, ao libertar diversas pessoas da prisão e aumentar algumas liberdades individuais, como também havia feito, a certa altura, o seu predecessor.
A 16 de Março de 1976 foi agraciado com o Grande-Colar da Ordem do Infante D. Henrique de Portugal.
Sob o contexto da greve geral proclamada pelo movimento sindical Solidarność, renunciou ao cargo em Setembro de 1980 e foi substituido por Stanisław Kania. 